# La Tribune
La Tribune — це французька економічна і фінансова газета, яку у січні 1985 року заснував Бруно Берте. Газета публікує фондові показники і аналізує стан ринків. На французькому ринку економічної преси у газети La Tribune є її головний конкурент — щоденна економічна газета Les Echos.
З 30 січня 2012 року газета La Tribune змінила свою періодичність та почала виходити щотижня.

## Історія заснування та розвитку газети La Tribune
La Tribune de l'économie була заснована 15 січня 1985 року Бруно Бертезом, власником тижневика La Vie française з 1979 року. Бруно Берте доручив трьом журналістам (Philippe Labarde, Jacques Jublin та Jean-Michel Quatrepoint) створити газету таку як Wall Street Journal, але менш інституційну та більш орієнтовану на міжнародні ринки, ніж її головний конкурент Les Echos.
Завдяки Jean-Michel Quatrepoint Бруно Берте переманює багато журналістів з різних французьких видань.
«Ми вибрали назву La Tribune, бо це повинно бути місце, де зможуть висловлюватися різні точки зору, ліві та праві», згадує Jean-Michel Quatrepoint. Газета повинна була охоплювати «три кола економіки: промисловість, фондовий ринок та споживання».
Після двох років існування, у 1987 році, газету переіменовують в La Tribune de l'Expansion. А у червні 1992 року через великі борги газету La Tribune продають Джорджу Гону.
Але газета не приносила довгоочікуваних доходів, а тільки ще більше втрачала грошей. Тому у грудні 1992 року Джордж Гон вирішує об'єднати дві свої газети (La Tribune та La Cote Desfossés), щоб створити La Tribune Desfossés. Видання були об'єднані так, що жодне з нех не втратило свою власну аудиторію. Але це злиття все одно мало свою «ахілесову п'яту», а саме гору боргів у 230 млн франків.
Тому у 1993 році газету купує група LVMH (Louis Vitton Moët Hennessy), який вводить в газету невеликі транші грошей, які зменшують загальний борг до більш-менш прийнятного рівня.
Прибуток газета (La Tribune починає отримувати тільки в 1999 та 2000-х роках, коли вводиться близько 15-ти сторінок, присвячених виключно ринкам та інвестиціям. Тираж у 2000-му році виріс на 7 % до 90 918 примірників проти 128 342 копій свого конкурента Les Échos. У 2001 році тираж знову виріс, тепер на 11 % і становив 102 097 примірників. протягом п'яти років зріст склав близько 30 000 примірників, або 40 %.
Але кардинально ситуація не змінилася і тому у 2007 році газету знову продають. Власником стає холдинг Ален Вейл.

## Газета за часів Алена Вейля
Виданням володіє холдинг Алена Вейля (Alain Weill) «News Participations». Продажі газети в 2009 році склали 75 тисяч примірників щодня. При торговельному обороті близько 40 млн євро втрати зросли до 14 млн євро (7,9 млн для паперової версії, 6,1 — для цифрового продукту). Положення газети сильно постраждало через кризу рекламного ринку. Ален Вейл, який купив газету La Tribune у 2007 році, «вирішив взяти бика за роги». У 2010 році, для того щоб досягти фінансової рівноваги, вводиться план економії, який дозволив скоротити витрати на 6,5 млн євро. На початку 2010 року відбувся перехід на більш економний формат берлінер (32 сторінки замість 40 сторінок), в якому газета виходить в даний час.
Велику увагу керівництво приділяє розвитку електронної версії видання. Ален Вейл переконаний: «Модель щоденної паперової преси не має майбутнього. Через десять років ми практично повністю перейдемо на цифрові технології. 2010 стане перехідним роком, коли цифра стане альтернативою паперу, стане новою мережею розповсюдження».
Ален Вейл, в травні 2010 року розлучився з ідеєю досягти фінансової рівноваги і поступився 80 % акцій генеральному директору видання Валері Декамп (Valérie Decamp) за символічне 1 євро. У липні 2010 року нова господиня в інтерв'ю газеті Le Monde заявила: «Ми маємо намір сконцентрувати редакційну пропозицію газети на фінансових питаннях і висвітленні життя підприємств. Інтернет буде центром нашої економічної моделі, зокрема, ми будемо розвивати підписку для компаній. Однак від друкованої версії ми не відмовляємося».
Втрати видання скоротилися: якщо в 2009 році вони склали 14 млн євро, то в 2010 році — 9 млн євро. Однак ситуація залишилася вкрай напруженою. Валері Декамп шукає інвестора, готового вкласти у видання 15 млн євро, а з початку січня 2011 року, з метою виграти необхідне для виправлення становища час, газета перебуває під судовим захистом від кредиторів (ця процедура дозволяє на півроку заморозити виплату боргових зобов'язань).

## Скандали вLa Tribune
Восени 2007 року на першій сторінці газети La Tribune з'явилася стаття під заголовком «Економічна преса в небезпеці». Приводом до статті стало рішення тодішнього власника газети Бернара Арно (Bernard Arnault), виконавчого директора і голови LVMH (Louis Vitton Moët Hennessy), придбати єдиного конкурента La Tribune — економічну газету Les Échos.
Відповідно до правил, LVMH повинні продати La Tribune, якщо він хоче володіти Les Échos.
Журналісти вимагали, щоб Бернар Арно «забезпечив майбутнє та незалежність La Tribune». А 22 жовтня 2007 року на першій сторінці газети був заголовок: «Пан Арно, давайте розлучимося з гідністю». Редакція закликала їх власника захистити робочі місця і знайти сильного та відповідного власника.

## Кінець щоденної газети у 2012 році
У понеділок 30 січня 2012 року у друк вийшов останній паперовий номер щоденної La Tribune, яка в умовах кризи не витримала конкуренції з Les Échos і мала проблеми з фінансуванням. У цей же день комерційний суд Парижа з двох претендентів на покупку видання віддав перевагу заявці групи Hi-Media та регіональної медіа-групи France-Economie-Regions.
Нові власники з квітня 2012 року планують випускати ділову щотижневу газету по п'ятницях, під старою назвою, у форматі А3.
Як повідомили власники газети, видання буде опиратися на інтернет-сайт (latribune.fr), інформація на якому буде оновлюватися щоденно з 6 ранку до 11 вечора.
Тим часом в результаті змін з 165 співробітників видання свої місця збережуть лише близько 50, в тому числі 31 із 78 журналістів.

## Колишні журналісти
- Tariq Krim
- Philippe Labarde
- Jacques Jublin
- Jean-Michel Quatrepoint
- Laurent Mauduit
- Jean Boissonnat
- Ерік Фотторіно
- François Roche
- Daniel Vigneron
- Jean Stern
- Guy-André Kieffer
- Ерік Ізраелевич
- François Lenglet
- Jean-Jérôme Bertolus
- Jean-Pierre Gratien
- Daniel Lacotte
- Éric Leser
- Éric Revel
- Pascal Riché
- Pierre Taribo
- Yvan Levaï
- Thomas Cantaloube
- Didier Pourquery
- Albert du Roy
- Patrice Gouy
- Capucine Graby
- Nicolas Gros-Verheyde
- Olivier Languepin
- Marc Lomazzi
- Hervé Nathan
- Yann-Antony Noghès
- Martine Orange
- Jacques Rosselin
- Chimulus
- Laurent Bailly
- François Lenglet